# Тобольск-Полимер
«Тобо́льск-Полиме́р» — комплекс по переработке компонентов попутного нефтяного газа с получением нескольких марок полимеров в Тобольске. В 2016 году предприятие вошло в состав ООО СИБУР Тобольск. Входит в тройку крупнейших подобных производств в мире.

## История
В 1980-х годах вышло постановление Совета министров СССР о создании крупного газохимического комплекса на площадке Тобольского нефтехимического комбината. После распада Советского Союза реализация проекта приостановилась.
В марте 2006 года правление Сибура, владевшего к тому времени Тобольским нефтехимкомбинатом, одобрило проект создания на базе существующей промплощадки комплекса по переработке широкой фракции легких углеводородов. 20 апреля 2006 года было зарегистрировано новое ООО «Тобольск-Полимер». Технико-экономическое обоснование проекта выполняла американская компания Fluor. Поставщиками технологий были выбраны компании UOP и Ineos, поставщиками оборудования — Tecnimont и Linde.
В 2008 году проект «Тобольск-Полимер» вошёл в список приоритетных проектов Правительства РФ. Осенью 2010 года начались поставки крупногабаритного оборудования. 15 октября 2013 года в присутствии президента РФ Владимира Путина состоялся запуск комплексав эксплуатацию.
К четвёртому кварталу 2014 года предприятие вышло на проектную производительность, было освоено производство 7 базовых марок полипропилена.
В 2016 году предприятие прекратило существование как отдельное юридическое лицо и вошло в состав ООО СИБУР Тобольск.

## Структура
Комплекс предприятия включает в себя два основных производства:
- производство дегидрирования пропана;
- производство полипропилена.